# Colurella monodactylos
Colurella monodactylos is een raderdiertjessoort uit de familie Lepadellidae. De wetenschappelijke naam van deze soort is voor het eerst geldig gepubliceerd in 1957 door Althaus.